# متشابكة (نقش)

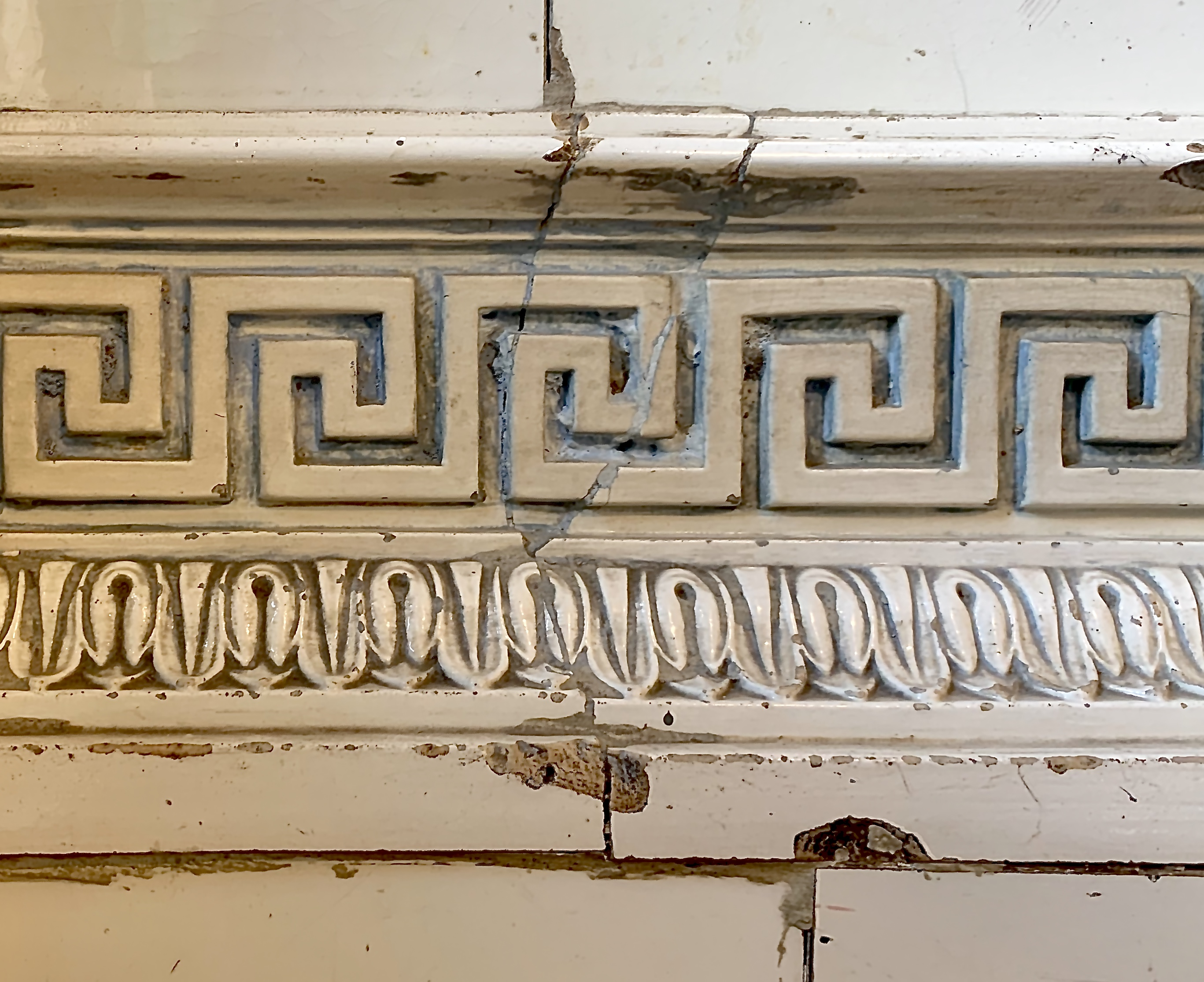
متشابكة كعنصر علوي على موقد في منزل من بوخارست في رومانيا.

المُتَشابِكة هي إطار زخرفي مبني من خط متصل متشكل في عنصر متكرر.